# 30 de julho nos Jogos Olímpicos de Verão de 2012
30 de julho de 2012 nos Jogos Olímpicos de Verão de 2012 foi o sexto dia de competições. Foram disputadas 53 provas em 21 esportes, sendo entregues 12 jogos de medalhas.

## Esportes
| - Badminton - Basquetebol - Boxe - Canoagem - Esgrima - Ginástica | - Halterofilismo - Handebol - Hipismo - Hóquei sobre a grama - Judo - Natação | - Polo aquático - Remo - Saltos ornamentais - Tênis - Tênis de mesa | - Tiro - Tiro com arco - Vela - Voleibol - Voleibol de praia |

## Campeões do dia
| Modalidade          | Evento                                    | Atleta(s)                                                | País                | Recorde            | Ref.   |
| ------------------- | ----------------------------------------- | -------------------------------------------------------- | ------------------- | ------------------ | ------ |
| Esgrima             | Sabre individual feminino                 | Yana Shemyakina                                          | UKR Ucrânia         |                    | [ 2 ]  |
| Ginástica artística | Equipes masculinas                        | Chen Yibing Feng Zhe Guo Weiyang Zhang Chenglong Zou Kai | CHN China           |                    | [ 3 ]  |
| Halterofilismo      | Até 62 kg masculino                       | Kim Un Guk                                               | PRK Coreia do Norte | Recorde mundial    | [ 4 ]  |
| Halterofilismo      | Até 58 kg feminino                        | Li Xueying                                               | CHN China           | Recorde olímpico   | [ 5 ]  |
| Judô                | Até 73 kg masculino                       | Mansur Isaev                                             | RUS Rússia          |                    | [ 6 ]  |
| Judô                | Até 57 kg feminino                        | Kaori Matsumoto                                          | JPN Japão           |                    | [ 7 ]  |
| Natação             | 200 m livre masculino                     | Yannick Agnel                                            | FRA França          |                    | [ 8 ]  |
| Natação             | 100 m costas masculino                    | Matthew Grevers                                          | USA Estados Unidos  | Recorde olímpico   | [ 9 ]  |
| Natação             | 100 m costas feminino                     | Missy Franklin                                           | USA Estados Unidos  | Recorde da América | [ 10 ] |
| Natação             | 100 m peito feminino                      | Rūta Meilutytė                                           | LTU Lituânia        |                    | [ 11 ] |
| Saltos ornamentais  | Plataforma de 10 m sincronizado masculino | Cao Yuan Zhang Yanquan                                   | CHN China           |                    | [ 12 ] |
| Tiro                | Carabina de ar 10 m masculino             | Alin Moldoveanu                                          | ROU Romênia         |                    | [ 13 ] |

- EL. ^ Participaram apenas das eliminatórias, mas receberam medalhas

## Líderes do quadro de medalhas ao final do dia
País sede destacado.
| Ordem | País                | Medalha de ouro | Medalha de prata | Medalha de bronze |    |
| ----- | ------------------- | --------------- | ---------------- | ----------------- | -- |
| 1     | CHN China           | 9               | 5                | 3                 | 17 |
| 2     | USA Estados Unidos  | 5               | 7                | 5                 | 17 |
| 3     | FRA França          | 3               | 1                | 3                 | 7  |
| 4     | PRK Coreia do Norte | 3               |                  | 1                 | 4  |
| 5     | ITA Itália          | 2               | 4                | 2                 | 8  |
| 6     | KOR Coreia do Sul   | 2               | 2                | 2                 | 6  |
| 7     | RUS Rússia          | 2               |                  | 3                 | 5  |
| 8     | KAZ Cazaquistão     | 2               |                  |                   | 2  |
| 9     | JPN Japão           | 1               | 4                | 6                 | 11 |
| 10    | AUS Austrália       | 1               | 2                | 1                 | 4  |
|       |                     |                 |                  |                   |    |
| 12    | BRA Brasil          | 1               | 1                | 1                 | 3  |
|       |                     |                 |                  |                   |    |
| 20    | GBR Grã-Bretanha    |                 | 1                | 2                 | 3  |

Legenda
| Recorde mundial      | Recorde mundial (World record)               |                       | Recorde africano                      | Recorde africano (African) |                                           | Q | Classificado por posição (Qualified) |
| Recorde olímpico     | Recorde olímpico (Olympic record)            | Recorde da América    | Recorde da América (Americas)         | q                          | Classificado por melhor tempo (Qualified) |   |                                      |
| Melhor marca do ano  | Melhor marca do ano (World leading)          | Recorde asiático      | Recorde asiático (Asian)              | DNS                        | Não largou (Did not start)                |   |                                      |
| Recorde nacional     | Recorde nacional (National record)           | Recorde europeu       | Recorde europeu (European)            | DNF                        | Não terminou (Did not finish)             |   |                                      |
| Recorde pessoal      | Recorde pessoal do atleta (Personal best)    | Recorde da Oceania    | Recorde da Oceania (Oceania)          | DSQ / DQ                   | Desclassificado (Disqualified)            |   |                                      |
| Recorde da temporada | Recorde da temporada do atleta (Season best) | Recorde sul-americano | Recorde sul-americano (South America) | NM                         | Sem marca (No mark)                       |   |                                      |